# Démokharész
Démokharész (Kr. e. 4. század – Kr. e. 280 körül) görög államférfi, történetíró.
Démoszthenész húgának a fia, Athén egyik legkiválóbb polgára volt. Nagybátyja hatása alatt nevelkdett, tanítómestere is ő volt. Démoszthenész halála után ő volt az, aki a leghevesebben küzdött a makedónbarát párt ellen. Démétriosz Poliorketész befolyása (Kr. e. 307) hatalomra segítette, de alig valamivel később (Kr. e. 303) menekülnie kellett. Kr. e. 298-ban visszatért, és szülővárosát, ahol ismét Poliorketész került hatalomra, megerősítette. Atén több ízben is követségbe küldte Makedónia és Egyiptom uralkodóihoz, hazájában rendezte a közigazgatást és a pénzügyeket.
A saját kora eseményeit tárgyaló, mintegy 21 részre terjedő történeti munkája nem maradt fenn.